# SS El Faro
O SS El Faro era um navio de carga com bandeira dos Estados Unidos, combinação roll-on / roll-off e lift-on / lift-off tripulado por marinheiros mercantes dos EUA. Foi construído em 1975 pela Sun Shipbuilding and Drydock Co. como Puerto Rico, o navio foi renomeado para Northern Lights em 1991 e, finalmente, El Faro em 2006. O navio se perdeu no mar com a tripulação toda em 1 de outubro de 2015, depois de navegar para o centro do furacão Joaquin.
El Faro partiu de Jacksonville, Flórida, com destino a Porto Rico às 8:10 pm EST em 29 de setembro de 2015, quando a então tempestade tropical Joaquin estava a várias centenas de milhas a leste. Dois dias depois, depois que Joaquin se tornou um furacão de categoria 3, a embarcação provavelmente encontrou ondas de 6 a 12 m e ventos acima de 150 k/m enquanto ela navegava perto do olho da tempestade. Por volta das 7:30 da manhã em 1 de outubro, o navio estava a meter água e estava adornado em 15 graus. O último relatório do capitão, porém, indicava que a tripulação tinha parado a inundação. Pouco depois, El Faro cessou todas as comunicações com a costa.
Em 2 de outubro, o navio de 40 anos foi declarado desaparecido e uma extensa operação de busca foi lançada pela Guarda Costeira dos Estados Unidos, com ajuda da Força Aérea, da Guarda Aérea Nacional e da Marinha . Eles recuperaram destroços e um bote salva-vidas danificado e localizaram (mas não puderam recuperar) um corpo não identificável. El Faro foi declarado afundado em 5 de outubro. A pesquisa foi cancelada ao pôr do sol de 7 de outubro, no momento em que mais de 183 000 milhas náuticas quadradas foram percorridas por aeronaves e navios. A Marinha enviou o USNS Apache para realizar uma busca subaquática em El Faro em 19 de outubro de 2015. O Apache identificou destroços em 31 de outubro "consistente com o navio de carga [ El Faro ] ... em uma posição vertical e inteiro." No dia seguinte, 1 de novembro, a Marinha anunciou que um submersível havia retornado imagens que identificavam o naufrágio como El Faro .

## Construção e carreira anterior
El Faro foi construído pela Sun Shipbuilding and Drydock Corporation em Chester, Pensilvânia, em 1975, como Porto Rico.  Operado pela Navieras de Puerto Rico Steamship Company, Porto Rico transportou carga de e para a costa leste dos EUA por 15 anos. Em 1991, ela foi comprada pela Saltchuk Resources, a empresa-mãe da TOTE Maritime, e renomeada como Northern Lights. Dois anos depois, ela foi alongada em 27 m (90 ft) no Alabama Shipyard, Inc.  Sob Saltchuk, frequentemente navegava entre Tacoma, Washington, e Anchorage, Alasca.
Em fevereiro de 2003, pouco antes da invasão do Iraque liderada pelos Estados Unidos, a embarcação foi fretada pelo Comando de Transporte Marítimo Militar dos Estados Unidos como parte da Operação Iraqi Freedom ; o navio transportava fuzileiros navais e suprimentos de San Diego, Califórnia, para o Kuwait . Em 19 de março, enquanto estava no Golfo Pérsico, o navio foi atacado por mísseis. As explosões abanaram o navio, mas não causaram danos ou ferimentos. Até outubro de 2005, perto do fim do serviço fretado Northern Lights ' o navio fez 25 viagens e 49 paragens em portos. Coletivamente ao todo foram transportadas, 12.200 peças de equipamento militar - pesando 73.000 toneladas pelo navio. Robert Magee, então presidente da TOTE, e a tripulação da Northern Lights foram elogiados pelo general da Força Aérea dos Estados Unidos Norton A. Schwartz : "Você e sua equipe de profissionais apresentaram o que há de melhor na indústria dos Estados Unidos."  Após a conclusão dos seus serviços militares em 2006, o navio foi transferido pela TOTE para a sua empresa subsidiária Sea Star Lines e renomeado como El Faro. A embarcação voltou à rota original e serviu como uma "linha de salvação" entre o continente dos Estados Unidos e Porto Rico.
Quando o navio se afundou em 1 de outubro de 2015, o navio mercante El Faro estava programado para retornar a Tacoma para substituir outro navio.

## Afundamento

### Viagem final

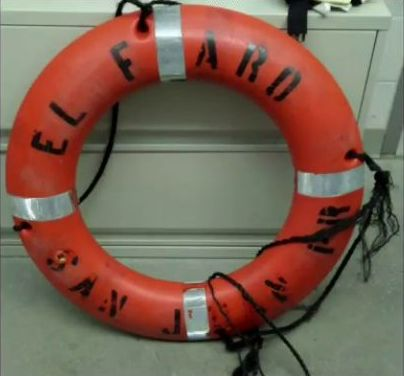
Boia salva-vidas recuperado em 3 de outubro

Em 29 de setembro de 2015, às 20:10, o El Faro saiu de Jacksonville, Flórida, para San Juan, Porto Rico, carregando uma carga de 391 contêineres, cerca de 294 reboques e carros e uma tripulação de 33 pessoas - 28 americanos e 5 poloneses. O comandante do navio, Capitão Michael Davidson, traçou um curso que, de acordo com a TOTE Maritime, levou o navio a uma distância razoavelmente segura do furacão. No momento da partida, o furacão Joaquin ainda era uma tempestade tropical, mas meteorologistas do National Hurricane Center previram que provavelmente se tornaria um furacão na manhã de 1 de outubro, em uma trajetória sudoeste em direção às Bahamas. O curso mapeado da embarcação levou em 175 nmi (324 km; 201 mi) da tempestade, onde os mares excedem 3 m eram prováveis. TOTE poderia ter vetado o plano de rota do capitão na área de um furacão previsto, mas optou por não fazê-lo e optou pela continuação da rota do navio. A empresa disse que não havia incentivo para Davidson manter a programação do navio, mas que a programação também parecia segura. Pelo menos um dos oficiais de convés, o segundo imediato Danielle Randolph, expressou preocupação antes de embarcar e escreveu em um e-mail para amigos e familiares: "há um furacão aqui e estamos indo direto para ele."
A embarcação "passou na inspeção anual da Guarda Costeira em março e em outra inspeção em junho", e também concluiu com êxito a classe do American Bureau of Shipping (ABS) e as vistorias legais em fevereiro de 2015. O NTSB descobriu que os exercícios de segurança eram realizados semanalmente e que o navio atendia aos critérios de estabilidade ao deixar Jacksonville.
Os ex-membros da tripulação do El Faro expressaram surpresa e choque com o fato de o navio zarpar com uma grande tempestade em seu curso. Eles disseram que o navio era "um balde de ferrugem" que "[não] deveria estar na água". Eles também disseram que El Faro sofria de problemas de drenagem e que o vazamento era comum no compartimento da cozinha. Eles disseram que o navio estava coberto de ferrugem e seus conveses cheios de buracos até agosto.

### Furacão Joaquin

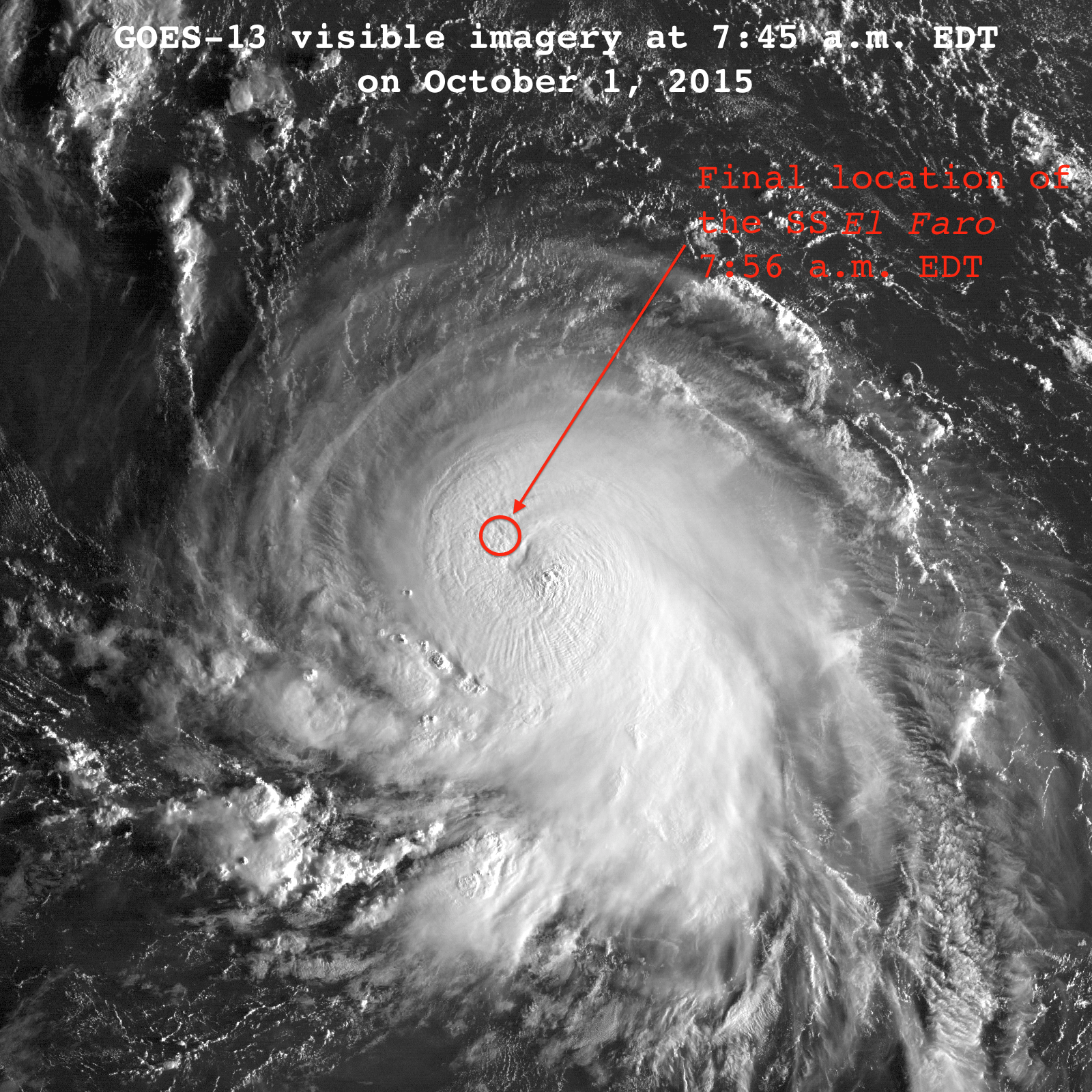
Imagem de satélite às 11h45 UTC (7:45 EDT) em 1 de outubro representando a posição final aproximada de El Faro em relação ao furacão Joaquin

Ao longo de 30 de setembro até a manhã de 1º de outubro, Joaquin continuou a seguir para o sudoeste. 10 horas depois de partir, El Faro estava navegando a toda velocidade e desviando de seu curso traçado. De acordo com Klaus Luhta da Organização Internacional de Masters, Mates & Pilots, Davidson continuou a se dirigir diretamente para a tempestade. Joaquin se tornou um furacão às 8:00 da manhã em 30 de setembro, então se intensificou rapidamente. Às 23:00, a tempestade atingiu a intensidade de categoria 3 com ventos sustentados máximos de 185 km/h. Por volta das 7:30 da manhã em 1 de outubro, menos de 30 horas depois que o navio tinha navegado de Jacksonville, a Guarda Costeira dos Estados Unidos recebeu uma notificação por satélite que o navio tinha perdido propulsão, estava a meter água, embora a inundação foi contida no momento da mensagem e tinha uns 15 graus de adernamento.
A Guarda Costeira também recebeu um único ping do Radio Beacon Indicador de Posição de Emergência do navio. As tentativas subsequentes da Guarda Costeira de abrir comunicações com El Faro foram infrutíferas.
Última posição indicada de Marine Traffic de El Faro era 24° 16′ 29″ N, 74° 56′ 43″ O às 04:01 da manhã, indo para sul-sudeste às 19 nós (35 km/h). De acordo com uma base de dados de posicionamento marinho diferente, retransmitida pela Reuters, a posição final da retransmitida de El Faro foi 23° 31′ N, 74° 01′ O às 07:56, a cerca de 35 nmi (65 km; 40 mi) nordeste de Crooked Island. Esta posição colocava o navio no interior da parede do olho de furacão Joaquin, situado perto de 23° 12′ N, 73° 42′ O às 8:00, onde ventos superiores a 150 km/h e ondas de 6 to 9 m (20 to 30 ft) provavelmente atingiram o navio.

#### Áudio do Registo de Dados Voyage
Em 13 de dezembro de 2016, o NTSB divulgou uma transcrição de 500 páginas das conversas ocorridas na ponte nas últimas 26 horas do navio, registadas pelo Vessel's Voyage Data Recorder (VDR) e seus seis microfones.
A transcrição descreveu uma situação de deterioração rápida.
Às 5h43, o capitão recebe um telefonema indicando suspeita de inundação no porão de carga n. 3 e envia o imediato para investigar. A equipe então começa a tomar medidas para tentar avaliar e controlar a inundação. :415–416
Às 6h13, o navio perde sua máquina de propulsão.:439
Às 6h54, o capitão faz uma ligação descrevendo a situação a bordo :
- "É horrível agora. Temos todo o uhh - todo o vento de estibordo aqui. Agora uma escotilha foi deixada aberta ou aberta ou o que quer que seja, então tivemos algumas inundações em três porões - uma quantidade significativa. Umm, todos estão seguros agora, não vamos abandonar o navio - vamos ficar com o navio. Estamos em apuros agora. Ok, vou ligar para o escritório e dizer a eles [ininteligível]. OK? Humm, não há ainda necessidade de tocar o alarme geral - não vamos abandonar o navio. Os engenheiros estão tentando por a máquina a funcionar. Então, estamos trabalhando nisso, ok? "[27]:467

Às 7h06, o capitão faz um telefonema. Ele diz:
- "Tenho uma emergência marítima e gostaria de falar com um QI. Tivemos uma ruptura no casco - uma escotilha se abriu durante a tempestade. Temos água em três porões. Temos um adornamento pesado. Perdemos a unidade de propulsão principal. Os engenheiros não conseguem fazer isso funcionar. Posso falar com um QI, por favor? "[27]:475
- "Nós, uhh, estancamos a fuga de água que entra-va na embarcação. Uh, Uma escotilha foi aberta ... ela já foi fechada. Porém, uh, três porões tem uma quantidade considerável de água nele. Uh, temos um adornamento muito, muito visível engenheiros não conseguem obter a pressão do óleo lubrificante na máquina, portanto, não temos o motor principal, e deixe-me dar uma latitude e longitude. Só queria avisar antes de pressionar esse botão. "  :476
- "A tripulação está segura. No momento, estamos tentando salvar o navio, mas ah, todas as mãos disponíveis. Estamos a quarenta e oito milhas a leste de San Salvador. Estamos tomando todas as medidas para eliminar o adornamento. Com isso quero dizer bombear aquilo - bombear aquilo que seguramos o melhor que podemos, mas não estamos ganhando terreno neste momento. "  :477
- "No momento, é um pouco difícil de dizer, porque todo o vento está ... desse lado também, então temos um bom vento de popa '. Mas não está melhorando. "  :478
- “[Nós] vamos ficar com o navio ... ninguém está entrando em pânico, todos foram avisados. . . Nossa aposta mais segura é ficar com o navio durante esse período específico. O clima está feroz aqui e nós vamos ficar com o navio ... o swell está no nordeste, um spray sólido de dez a doze pés (acima), ventos fortes, visibilidade muito ruim. . . "  :478

Às 7h10, o capitão diz a alguém ao telefone que eles têm um adornamento de 10 a 15 graus, "mas muito disso está com o vento de popa".:480 Ele avisa a pessoa que fará uma chamada de socorro para o USCG e, em seguida, instrui o segundo imediato a ativar o botão SSAS / alarme GMDSS e instrui todos a acordar.  :481–482
Às 7h15, o imediato retorna à ponte:
- Imediato: "Acho que o nível da água está subindo, capitão."
- Capitão: "(ok). Você sabe de onde está vindo? "
- Imediato: "(primeiro) o chefe disse que algo atingiu o tubo de entrada principal. Está rompido. Difícil."
- Capitão: "Hum, não há como garantir isso?"
- Imediato: "Não sabemos se eles ainda têm pressão no cano principal ou não. Não sei onde está o mar - entre a sucção do mar e o casco ou o quê, mas tudo o que eu digo é um palpite. "[27]:483

Às 7h17, o engenheiro-chefe informa ao imediato e ao capitão pelo telefone alimentado por som que o alarme do porão está disparando em "dois alfa".:485 O capitão pergunta ao chefe se ele pode bombear todos os porões de carga ao mesmo tempo e discute o adornamento que piora.  :486 O imediato informa ao capitão que os carros estão flutuando no porão de carga n.3 e que o cano principal  de entrada de água está abaixo da superfície da água, então ele não pode ver os danos ou se a água ainda está entrando.  :487–488
Às 7h19, após uma discussão mais aprofundada com o imediato, o capitão ligou para o engenheiro-chefe novamente, perguntando: "Você pode ... isolar o cano principal de entrada de água da sala das máquinas? . . . No lado da sala de máquinas, a válvula de isolamento [na] sucção [para a] bomba de incêndio ... prenda-a, isole-a do seu lado para que não haja comunicação livre com o mar. ":489–490
Às 7h24, o capitão, falando com um membro da tripulação ao telefone, diz: "Ainda temos flutuabilidade e estabilidade de reserva.":493
Às 7h27, o capitão instrui o segundo imediato a tocar o alarme geral e acordar a tripulação.:493
Às 7h29, o capitão dá a ordem de abandonar o navio e, cerca de um minuto depois, pode ser ouvido na ponte gritando: "A proa baixou, a proa baixou.":499–500
Às 7h31, o capitão grita no rádio UHF para o imediato: "Entrem nas jangadas! Jogue todas as suas jangadas na água! Todo mundo saia! Saia do navio! Fiquem juntos! ":501
A partir das 7h32, ouve-se o capitão tentando ajudar o timoneiro em pânico, um marinheiro hábil, a descer da ponte, com alarmes tocando o tempo todo.:502 O capitão diz repetidamente ao timoneiro para não entrar em pânico: "trabalhe seu caminho até aqui",  :504 "você está bem, vamos lá,"  :505 e "Não vou deixar você, vamos ! "  :507 O timoneiro exclama: "Preciso de uma escada! Uma linha! "  :506 e," Preciso de alguém para me ajudar!" :507
Às 7h39, a gravação do VDR termina com o capitão e o marinheiro hábil ainda na ponte.:509

### Operações de busca

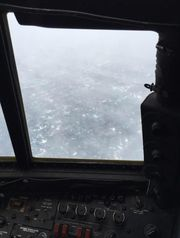
Condições durante a busca por El Faro em 2 de outubro, visto de um HC-130 da Guarda Costeira

Em 1 de outubro, a aeronave Hurricane Hunters WC-130J Super Hercules do 53º Esquadrão de Reconhecimento do Tempo da Reserva da Força Aérea dos EUA tentou localizar o El Faro sem sucesso. Em 2 de outubro, uma aeronave da Guarda Costeira HC-130H Hercules de CGAS Clearwater, Flórida, iniciou uma busca dedicada ao navio. O USCGC Northland e um helicóptero MH-60T Jayhawk da CGAS Clearwater, Flórida, juntaram-se aos esforços de busca mais tarde naquele dia. Os helicópteros Dolphin MH-65C da Guarda Costeira dos Estados Unidos da CGAS Miami, Flórida e CGAS Borinquen, Porto Rico, juntamente com a aeronave de patrulha de asa fixa Ocean Sentry HC-144A de Miami também estiveram presentes. A aeronave em 3 de outubro voou em condições violentas de furacão, caracterizadas por ventos superiores a 100 nós a uma altitude de 300 m (1,000 ft), ondas até 12 m (40 ft), e visibilidade menor que 1 nmi (1.9 km; 1.2 mi). Apesar das condições perigosas, a tripulação do helicóptero recuperou uma boia de salvamento do navio neste dia. As condições melhoraram notavelmente em 4 de outubro, quando Joaquin se mudou para o nordeste, longe das Bahamas; ventos em média 15 nós e a visibilidade era ilimitada.  Aproveitando o bom tempo, o helicóptero permaneceu em vôo por 11 horas, exigindo reabastecimento duas vezes.  Um segundo HC-130, o USCGC Charles Sexton e o USCGC Resolute foram também enviados naquele dia. Northland e Resolute continuaram as operações durante a noite com engenheiros usando óculos de visão noturna para participar da pesquisa. A Marinha dos Estados Unidos forneceu aeronaves de asa fixa P-8A Poseidon da NAS. Jacksonville, Flórida, para ajudar em 5 de outubro; três rebocadores Crowley Maritime também aderiram. As operações de busca foram conduzidas em um ritmo quase contínuo até esta data.
Em 5 de outubro, um corpo não identificado em um traje de sobrevivência, presumivelmente de El Faro, foi encontrado, mas não foi recuperado. De acordo com o mergulhador de resgate, o corpo estava irreconhecível, sua cabeça três vezes o tamanho normal, e foi deixado para ser recuperado no final do dia. No entanto, uma falha no dispositivo de posicionamento SLDMB resultou na perda do corpo.  Vários outros processos não abertos foram recuperados. Um bote salva-vidas esvaziado e um bote salva-vidas fortemente danificado - um dos dois a bordo do El Faro, cada um capaz de transportar 43 pessoas e abastecido com comida e água por alguns dias - sem ninguém a bordo também foram encontrados. A embarcação foi declarada perdida no mar neste dia, acredita-se ter afundado em 4,600 m (15,000 ft) de profundidade, e a busca transformou-se em um esforço de busca e recuperação. A Força Aérea dos Estados Unidos e a Guarda Aérea Nacional forneceram três aeronaves HC-130P / J adicionais em 6 de outubro. Um total de 183,000 nmi2  de água foi coberto em busca do navio. Dois campos de destroços foram descobertos: um cobrindo 260 nmi2km2 situado perto da posição final de El Faro, e a outra abrangendo 61 nmi2km2 localizado a 60 nmi (110 km) nordeste do primeiro campo de destroços. Ao pôr do sol de 7 de outubro, a Guarda Costeira anunciou o fim das operações de busca.

## Rescaldo
No dia 7 de outubro, uma equipe de resgate da Marinha foi solicitada, a pedido do National Transportation Safety Board (NTSB), para fazer a busca dos destroços. O senador da Flórida, Bill Nelson, escreveu uma carta ao NTSB instando-os a examinar as políticas do TOTE em relação ao clima severo. Nelson também citou que os botes salva-vidas do navio eram "desatualizados e inadequados para as condições que a tripulação enfrentava".  TOTE estabeleceu um fundo para as famílias da tripulação em 9 de outubro por meio do Seamen's Church Institute de Nova York e Nova Jersey. Em 14 de outubro, uns $ 100 milhões de ações judiciais foram movidas contra TOTE por um membro da família de um dos tripulantes desaparecidos, alegando negligência por parte da empresa ao permitir que um navio navegasse em um furacão. Em 28 de outubro, outro processo foi movido em nome da propriedade de um homem que morreu no naufrágio. A denúncia afirmava que "sem energia, o M / V EL FARO era apenas uma rolha no mar à medida que o furacão se aproximava." Em 19 de abri de 2016, TOTE Maritime havia acertado com 18 de 33 famílias por mais de $ 7 milhões.
O MV Isla Bella foi escolhido para substituir as operações anteriores de El Faro .

### Procura pelos destroços

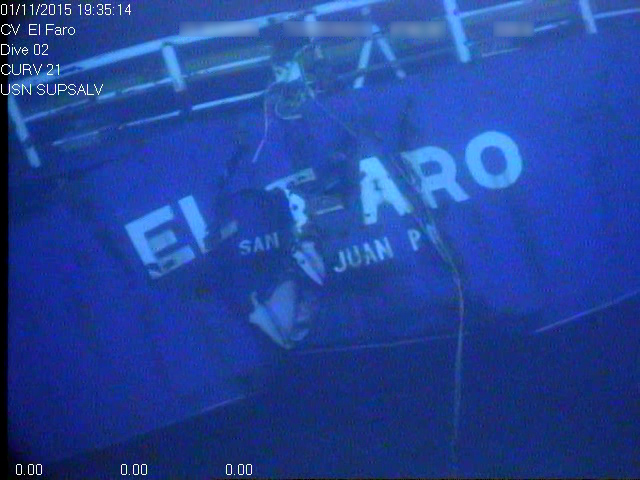
Uma captura de tela da Marinha mostrando a popa de El Faro.

Em 19 de outubro, o USNS Apache partiu da Base Expedicionária Conjunta Little Creek-Fort Story em Virginia Beach, Virgínia, para realizar a busca subaquática de El Faro . A embarcação foi equipada com um localizador pinger rebocado, sonar de varredura lateral e um veículo operado remotamente. A equipe de busca identificou um navio em 31 de outubro a uma profundidade aproximada de 4,600 m (15,000 ft). A pressão hidrostática nesta profundidade é de aproximadamente 6,688 psi (46,110 kPa) . O NTSB relatou que o objeto era "consistente com um navio de carga de [ 240 m (790 ft)  ] ... na posição vertical e inteiro. " Em 16 de novembro, o National Transportation Safety Board anunciou que concluiu a busca do navio afundado, mas não encontrou o gravador de dados da viagem . Em 3 de janeiro de 2016, o NTSB abriu a carteira pública de sinistro na investigação do naufrágio do El Faro, inicialmente divulgando imagens subaquáticas e vídeo da embarcação.

#### Segundo e terceiro esforço de pesquisa
Em 18 de abril de 2016, o NTSB lançou uma segunda busca pelo gravador de dados de viagem (VDR) do navio, usando o RV Atlantis, uma embarcação da Marinha operada por marinheiros do Woods Hole Oceanographic Institution . Em 26 de abril, o NTSB disse que o VDR foi encontrado cerca de 66 km (41 mi) nordeste de Acklins and Crooked Islands, Bahamas. O NTSB não foi capaz de recuperar o gravador naquele momento porque ele estava muito perto do mastro e de outras obstruções. Em 5 de agosto de 2016, o USNS Apache voltou ao local e cinco dias depois recuperou o VDR. Dez meses após o naufrágio, o VDR foi entregue ao NTSB em Mayport, Flórida, para continuar a investigação.

### Apresentação dos resultados

#### Guarda Costeira dos EUA
O Conselho de Investigação Marinha da Guarda Costeira de El Faro concluiu o seu relatório final em 24 de setembro de 2017 e o publicou em 1 de outubro de 2017, em sua biblioteca de documentos. O Relatório do Marine Board de 199 páginas detalhou factos, análises e conclusões e fez recomendações de segurança, administrativas e de fiscalização.
Investigadores da Guarda Costeira colocavam quase toda a culpa em Michael Davidson, o capitão do El Faro. Davidson subestimou a força da tempestade e a vulnerabilidade do navio em condições climáticas adversas, e não tomou medidas suficientes para evitar a tempestade, embora a sua tripulação expressasse preocupações sobre a sua força crescente e mudança de direção. Os investigadores afirmaram que se Davidson tivesse sobrevivido à tempestade, suas ações teriam levado a Guarda Costeira a revogar a sua licença de capitão. Davidson "foi o responsável final pela embarcação, pela tripulação e pela sua navegação segura", disse o capitão. Jason Neubauer, que presidiu a investigação.
Investigadores da Guarda Costeira também criticaram a firma TOTE Maritime proprietária do El Faro, afirmando que a empresa fez várias violações em relação a períodos de descanso e horas de trabalho dos tripulantes, não tinha oficial de segurança dedicado a supervisionar o El Faro, e usava botes salva-vidas "ar livre" ( semelhantes aos tipos usados em embarcações mais antigas, como o RMS Titanic ) desatualizadas em vez das embarcações de sobrevivência fechadas dos dias modernos, entre outras violações.

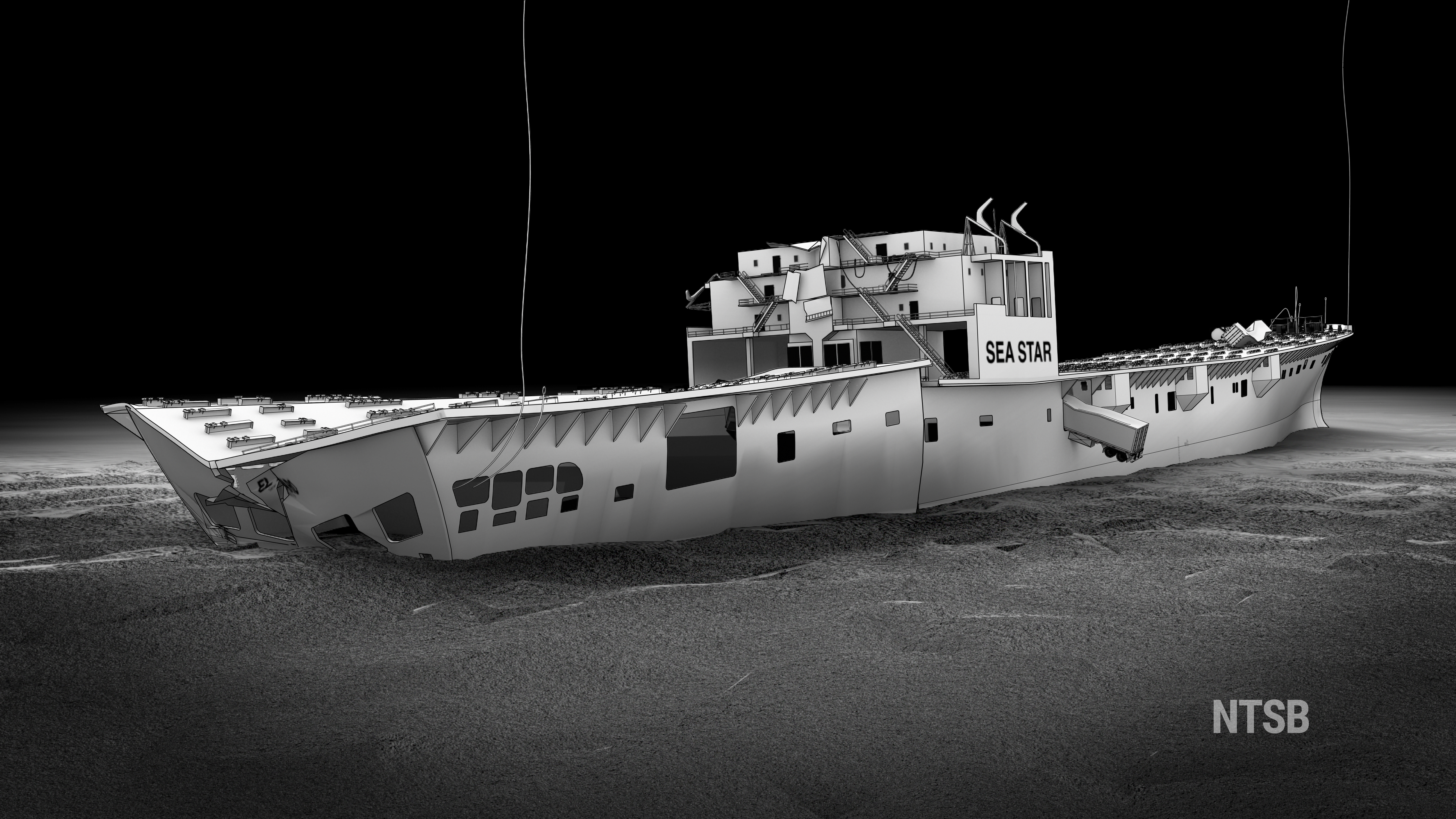
Modelo NTSB do local de descanso de El Faro no fundo do mar

O NTSB se reuniu em Washington, DC, em 12 de dezembro de 2017, para discutir os fatores que contribuíram para o naufrágio, bem como para "votar nas recomendações para resolver os problemas de segurança descobertos durante a investigação." A reunião do conselho foi transmitida ao vivo pela web.  O relatório de 400 páginas do conselho:
- criticou a decisão do capitão de avançar para a tempestade que se aproximava, apesar das inúmeras chamadas à atenção da tripulação para alterar o curso, e observou que ele se baseou em informações meteorológicas desatualizadas de um serviço comercial
- criticou as práticas da Guarda Costeira de deixar desatualizar as embarcações antigas, isentando-as do uso de botes salva-vidas fechados: os botes salva-vidas obsoletos não foram devidamente mantidos, não foram lançados a tempo e com toda a probabilidade não teriam oferecido um abrigo útil
- observou a falha do proprietário em manter uma embarcação obsoleta e em deterioração

No seu relatório final, o NTSB determinou 
que a causa provável do naufrágio do El Faro e a subquente perda de vidas humanas foi por causa da falta de ação do capitão para evitar o furacão Joaquin, a sua falha para utilizar a informação meteorologica mais atualizada, e a sua decisão tardia para reunir a tripulação. Conbribuindo para o afundamento foram a gerência defeituosa dos recursos a bordo do navio, que incluiram a falha do capitão considerar as sugestões dos oficiais. Tambẽm comtribuiram para o afundamento a falha da supervisão da gerência da TOTE e o sistema de gestão de segurança. Outros factores contribuintes... foram a inundação no porão de carga e uma escotilha não detectada aberta, e o tubo de fundo danificado; perda da propulsão devido a baixa pressão do oléo, de uma lista de perdas e inundações secundárias devido a passagens abertas de ventilação para os porões. Também contribuiram ... falta de um plano aprovado de controle de danos controlado ... Contribuindo para a perda de vidas foi a falta de botes salva vidas apropriados para as condições.

#### Memoriais
O artista do Maine Jay Sawyer dedicou um memorial em Rockland, Maine às vítimas em setembro de 2022.